# Makov (district de Čadca)
Pour les articles homonymes, voir Makov.
Makov est un village de Slovaquie situé dans la région de Žilina, dans le nord-ouest de la Slovaquie.

## Histoire
Première mention écrite du village en 1720.

## Démographie

### Évolution de la population
| Année:               | 1994. | 2004.   | 2014.   | 2024.   |
| -------------------- | ----- | ------- | ------- | ------- |
| Nombre de personnes: | 1974  | 1905    | 1769    | 1662    |
| Différence:          |       | -3,49 % | -7,13 % | -6,04 % |

| Année:               | 2023. | 2024.   |
| -------------------- | ----- | ------- |
| Nombre de personnes: | 1678  | 1662    |
| Différence:          |       | -0,95 % |

## Tourisme
Une très petite station de ski a été développée à proximité immédiate, sur les pentes du mont Čerenka (948 m).